# Бреге, Жак
Жак Бреге (фр. Jacques Eugène Henri Breguet; 23 апреля 1881, I округ Парижа — 20 марта 1939, XVI округ Парижа) — французский авиаконструктор и промышленник, один из ветеранов авиации.

## Биография
Его отец Антуан Бреге умер в 30 лет, оставив двоих детей (Жака и его брата Луи Шарля). Луи учился в Париже. В 1905 г. получил инженерное образование. Брат Жак завершил образование в Ecole Polytechnique на 2 года позже. Братья начали работать в семейном бизнесе по производству электродвигателей и динамо машин.  

## Первые самолёты
В 1905 г. Луи с братом Жаком под руководством друга семьи Charles Robert Richet начали строительство автожира (прототип вертолёта). 24 августа 1907 г. прототип совершил первый вертикальный взлёт с пилотом на высоту 50 см, а 29 сентября 1907 года впервые состоялся отрыв винтокрылого аппарата от земли. В небо поднялся вертолёт Gyroplane, разработанный и построенный братьями Луи и Жаком Бреге. Шарль Рише, обладатель Нобелевской премии по медицине 1913 г., редактор научных и медицинских журналов, начал приобщать Луи Бреге к авиации в 1895 году — они вместе строили летающие модели.
Свой первый самолёт Бреге построил в 1909 г. Первый полёт биплан совершил 28 июня 1909 г. Самолёт разбился от сильного порыва ветра. За штурвалом находился сам Бреге. Второй биплан Бреге построил в сентябре 1909 г. На нём был установлен роторный двигатель Gnome мощностью в 50 лошадиных сил. Gnome весил почти на 50 кг меньше двигателя Renault. В конце 1910 г. на Breguet II Луи Бреге упал с высоты 6 метров. Самолёт был разрушен.
Новая компания смогла продать спортсменам шесть экземпляров Breguet III. Breguet IV и V уже покупала армия Франции. Армия Франции в 1910 г. имела 41 лицензированного пилота.

## 1911—1914
В 1911 г. братья Луи и Жак основали компанию Societе Anonyme des Ateliers d’Aviation Louis Breguet. В сентябре 1912 г. компания открыла свою авиашколу. В 1911 г. самолёт Breguet установил рекорд скорости на дистанции 10 км. и 100 км. с пассажиром на борту. В октябре 1911 г. биплан Breguet впервые доставил авиапочту в Марокко. Самолёты Бреге закупали Швеция, Британия, Бельгия, Россия, Италия.
В марте 1912 г. Бреге сконструировал свой первый гидросамолёт. 1 мая 1912 г. флот Франции разместил заказ на гидросамолёты Breguet, Nieuport, и бипланы Farman. В 1912 г. Бреге поглотил компанию Salmson Billancourt, производившую двигатели. В 1913 г. Бреге начал поставлять флоту Франции гидросамолёты с двигателями Salmson мощностью 200 лошадиных сил.
После начала войны Жак был мобилизован в артиллерию, а Луи в авиацию — пилотом. После вторжения армии Германии на север Франции завод Бреге был эвакуирован, а в декабре 1914 г. Луи Бреге был направлен на свой завод.

## 1914—1915
Во время Первой мировой Бреге создавал разведывательные самолёты и бомбардировщики. Братья начали разрабатывать бомбардировщик на базе биплана U3 ещё в 1913 г. Во время войны его начали производить под обозначением BU3. Несколько компаний производили по лицензии BU3 с различными двигателями. В декабре 1914 г. Франция сформировала первые 5 эскадрилий бомбардировщиков Maurice Farman и Voisin. В январе 1915 г. было принято решение увеличить количество эскадрилий до 20.
Самым известным самолётом Бреге стал Breguet 14, который также интенсивно использовался и после войны.

## 1919
В 1919 г. Бреге создал компанию Compagnie des Messageries Aeriennes, которая со временем эволюционировала в Air France.

## 1927—1933
Самолёты Бреге установили несколько рекордов. Среди них: беспосадочный перелёт через Южную Атлантику в 1927 г. Беспосадочный перелёт через Атлантический океан в 1933 г. продолжительностью 7250 км.

## 1935
В 1935 г. Бреге вернулся к строительству автожиров. 22 декабря 1935 г. автожир под названием Gyroplane Laboratoire установил рекорд скорости 108 км/ч. В следующем году был установлен рекорд высоты 158 метров.
Во время второй мировой войны Бреге продолжал разрабатывать военные самолёты. А после окончания войны — гражданские самолёты.
Бреге умер в 1955 г. Saint-Germain-en-Laye.